# Malý Máj
Malý Máj (historyczna nazwa niem. Mai Berg, cz. Máj potem Nízký Máj) – szczyt (góra) o wysokości 1082 m n.p.m. (podawana jest też wysokość 1080,5 m n.p.m. , 1070 m n.p.m.  lub 1070,0 m n.p.m. ), w paśmie górskim Wysokiego Jesionika (cz. Hrubý Jeseník), w północno-wschodnich Czechach, w Sudetach Wschodnich, na Morawach, w obrębie gminy Malá Morávka, blisko osady Karlov pod Pradědem, oddalony o około 5,5 km na południowy wschód od szczytu góry Pradziad (cz. Praděd). Rozległość góry (powierzchnia stoków) szacowana jest na około 3,7 km², a średnie nachylenie wszystkich stoków wynosi około 14°.

## Charakterystyka

### Lokalizacja
Góra Malý Máj położona jest nieco na południowy wschód od centrum pasma Wysokiego Jesionika, leżąca  w części Wysokiego Jesionika, nieco na wschód od centrum obszaru (mikroregionu) o nazwie Masyw Pradziada (cz. Pradědská hornatina) na bocznej gałęzi jego grzbietu głównego (grzebieniu), ciągnącego się od przełęczy Červenohorské sedlo do przełęczy Skřítek. Charakterystyczną cechą jest jej niemalże prosty grzbiet szczytowy, biegnący na kierunku południowy wschód – północny zachód, obejmujący szczyt główny i szczyt drugorzędny Malý Máj–SZ . Szczyt z uwagi na swoje położenie oraz wysokość jest praktycznie rozpoznawalny jedynie z jego najbliższej okolicy, m.in. z odkrytych miejsc na sąsiedniej górze Temná czy też z drogi w osadzie Karlov pod Pradědem oraz innych punktów widokowych np. na sąsiedniej górze Klobouk czy też niektórych miejsc na drogach i szlakach turystycznych. Z innych miejsc np. drogi okalającej połać szczytową góry Pradziad jest niewidoczny, bo przysłonięty przez górę Vysoká hole, a z innego charakterystycznego punktu widokowego – z drogi okalającej szczyt góry Dlouhé stráně jest również niewidoczny, bo przysłonięty grzebieniem głównym góry Pradziad. W rozpoznaniu najlepiej posiłkować się dostępnymi mapami ułatwiającymi jego bliższą lokalizację.
Górę ograniczają:  od południa dolina potoku o nazwie Kotelný potok, od południowego zachodu i zachodu dolina potoku Volárka, od północnego zachodu przełęcz Sedlo pod Májem w kierunku szczytu Kamzičník, od północy nienazwany krótki potok, będący dopływem rzeki Moravice oraz od północnego wschodu, wschodu i południowego wschodu dolina rzeki Moravice. W otoczeniu góry znajdują się następujące szczyty: od północnego zachodu: Jelení hřbet, Velký Máj, Kamzičník, Vysoká hole–JZ i Ráztoka, od północy Temná, od północnego wschodu Kopřivná–SZ, od wschodu Kopřivná, od południowego wschodu Kámen svobody, Kámen svobody–JV, V javořinách i Klobouk, od południowego zachodu Soukenná, Smolný vrch i Jelenka oraz od zachodu Břidličná hora.

### Stoki
W obrębie góry można wyróżnić pięć następujących zasadniczych stoków:
- północno-zachodni
- północno-wschodnie o nazwach Žleby, Za skalami
- południowo-wschodnie o nazwach Pod skalami, U vodárny
- południowy o nazwie Bučina
- południowo-zachodni

Występują tu wszystkie typy zalesienia: bór świerkowy, las mieszany oraz las liściasty, przy czym dominuje zalesienie gęstym borem świerkowym. Na wszystkich stokach poza borem świerkowym, występują – oprócz stoku północno-zachodniego – wraz z obniżaniem wysokości obszary lasu mieszanego oraz połacie lasu liściastego, a u podnóży stoków północno-wschodniego i południowo-wschodniego pojawiają się nawet łąki. Niemalże wszystkie stoki charakteryzują się znaczną zmiennością wysokości zalesienia, z występującymi przecinkami, ogołoceniami, przerzedzeniami i polanami. Na stokach północno-wschodnim, południowo-wschodnim i południowym na wysokościach (785–900) położone są liczne grupy skalne, natomiast brak jest pojedynczych większych skalisk. Ponadto na stokach południowo-wschodnim i południowym w pobliżu grup skalnych występują obszary głazowisk. U podnóża stoku południowo-wschodniego niewielkim fragmentem przebiega napowietrzna linia przesyłowa prądu o napięciu 22 kV, doprowadzająca go do zabudowań osady Karlov pod Pradědem.
Stoki mają stosunkowo jednolite i bardzo zróżnicowane nachylenia. Średnie nachylenie stoków waha się bowiem od 5° (stok północno-zachodni) do 20° (stok północno-wschodni). Średnie nachylenie wszystkich stoków góry (średnia ważona nachyleń stoków) wynosi około 14°. Maksymalne średnie nachylenie blisko podnóża stoku południowo-wschodniego, na wysokościach około 790 m n.p.m., przy grupie skalnej, na odcinku 50 m nie przekracza 30°. Stoki pokryte są siecią dróg (m.in. Myslivecká cesta czy Májová cesta) oraz na ogół nieoznakowanych ścieżek i duktów. Przemierzając je zaleca się korzystanie ze szczegółowych map, z uwagi na zawiłości ich przebiegu, zalesienie oraz zorientowanie w terenie.

### Szczyt główny

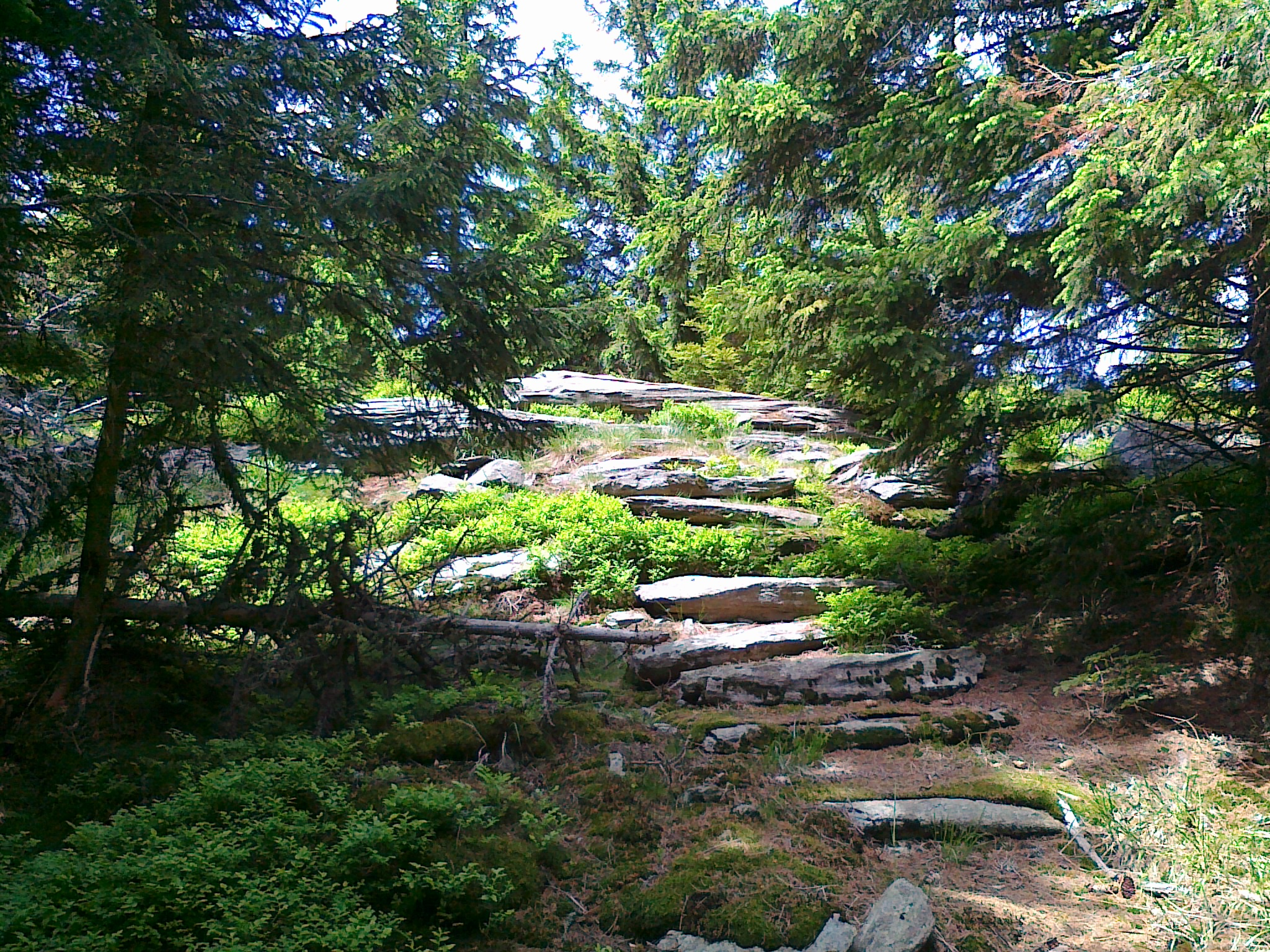
Widok na szczytowe skalisko w grupie skalnej przy głównej ścieżce grzbietowej (2019 rok)

Na szczyt nie prowadzi żaden znakowany szlak turystyczny. Przez połać szczytową przebiega nieoznakowana główna ścieżka grzbietowa od drogi Májova cesta oraz dalej na połać drugorzędnego szczytu Malý Máj–SZ i przełęczy Sedlo pod Májem. Szczyt znajduje się na skalisku grupy skalnej o przybliżonych wymiarach poziomych długość × szerokość = (68 × 41) m, otoczonej wokół borem świerkowym, pokrytej trawą wysokogórską. Z powodu zalesienia nie jest on punktem widokowym. Na skalisku szczytowym znajduje się drugorzędny punkt geodezyjny, oznaczony na mapach geodezyjnych numerem (11.1), o wysokości 1080,54 m n.p.m. oraz współrzędnych geograficznych (50°02′12,67″N 17°15′15,04″E/50,036853 17,254178), oddalony o około 6 m na północny wschód od szczytu. Państwowy urząd geodezyjny o nazwie (cz. Český úřad zeměměřický a katastrální (CÚZK)) w Pradze podaje jako najwyższy punkt góry – szczyt – o wysokości 1081,6 m n.p.m. i współrzędnych geograficznych (50°02′12,6″N 17°15′14,8″E/50,036833 17,254111). 
Dojście do szczytu następuje z osady Karlov pod Pradědem oraz przebiegającego w niej zielonego szlaku turystycznego . Od szlaku tego odchodzi droga o nazwie (cz. Myslivecká cesta), którą należy przejść odcinek o długości około 2,5 km dochodząc do skrzyżowania, a następnie należy skręcić z tego skrzyżowania w prawo dochodząc po około 750 m do głównej ścieżki grzbietowej. Po dojściu do niej należy skręcić w prawo i przechodząc nią odcinek o długości około 500 m dotrzeć w ten sposób do szczytowej grupy skalnej. 

### Szczyt drugorzędny

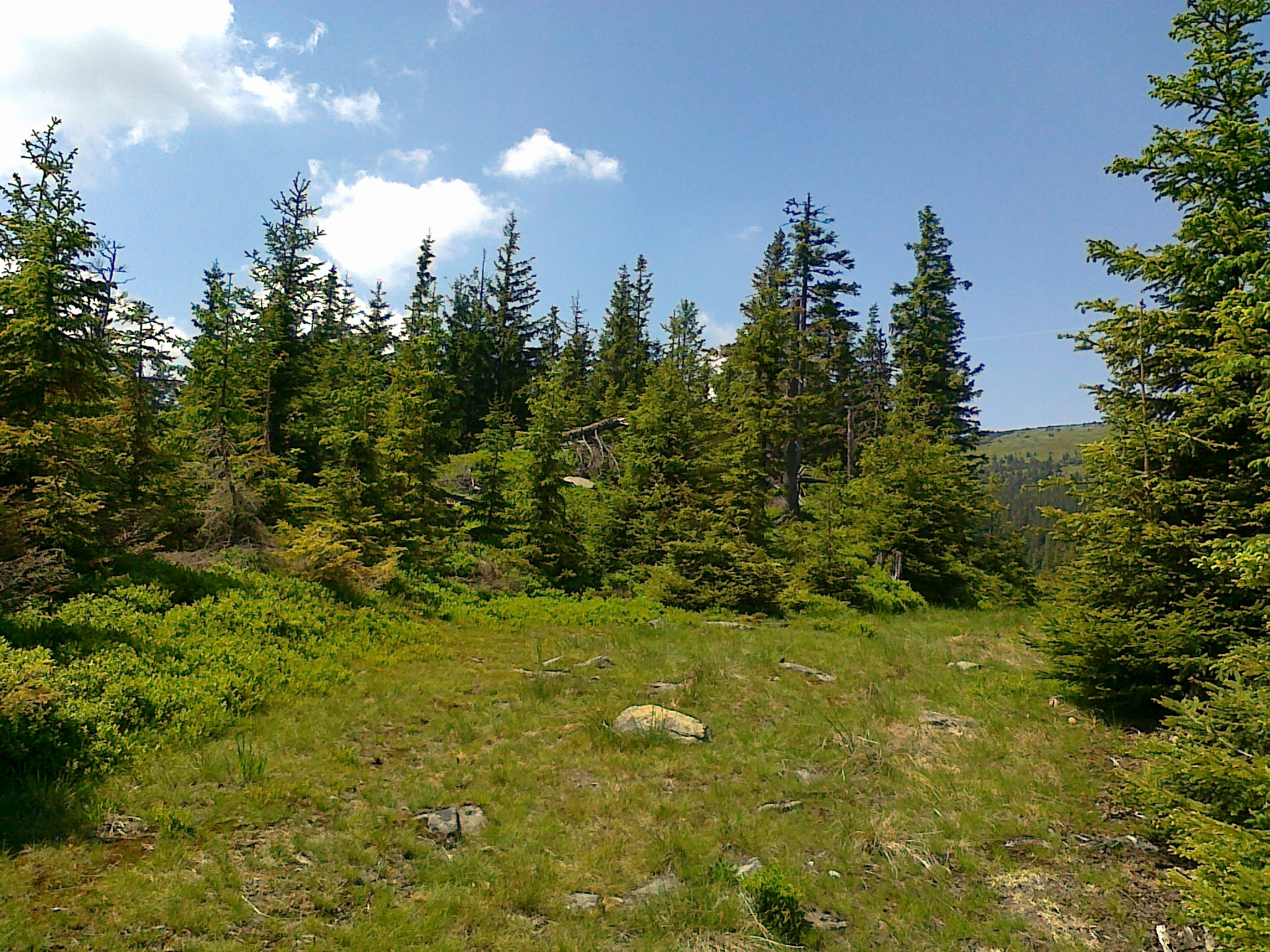
Widok na drugorzędny szczyt Malý Máj–SZ (2019 rok)

Malý Máj jest górą o podwójnym szczycie. W odległości około 1,1 km na północny zachód od szczytu głównego można wyróżnić drugorzędny szczyt określony jako Malý Máj–SZ  o wysokości 1188 m n.p.m. i współrzędnych geograficznych (50°02′32,5″N 17°14′29,6″E/50,042361 17,241556), oddzielony od szczytu głównego mało wybitną przełęczą o wysokości 1072 m n.p.m.. To jeden z niewielu przypadków, w których szczyt drugorzędny jest wyższy od szczytu głównego. Przez połać szczytu drugorzędnego przebiega główna ścieżka grzbietowa. Szczyt położony jest na skalisku grupy skalnej o przybliżonych wymiarach poziomych długość × szerokość = (40 × 25) m, otoczonej wokół borem świerkowym, pokrytej trawą wysokogórską. Z powodu zalesienia nie jest on punktem widokowym. Z połaci szczytowej, częściowo odkrytej rozpościerają się perspektywy w kierunku sąsiednich gór m.in. Temná czy Kopřivná. Na połaci szczytowej znajduje się główny punkt geodezyjny, oznaczony na mapach geodezyjnych numerem (8.), o wysokości 1182,36 m n.p.m. oraz współrzędnych geograficznych (50°02′32,77″N 17°14′29,46″E/50,042436 17,241517), oddalony o około 10 m na północny zachód od szczytu. Państwowy urząd geodezyjny o nazwie (cz. Český úřad zeměměřický a katastrální (CÚZK)) w Pradze podaje jako najwyższy punkt góry – szczyt – o wysokości 1187,9 m n.p.m. i współrzędnych geograficznych (50°02′32,4″N 17°14′29,6″E/50,042333 17,241556). 

### Geologia
Pod względem geologicznym masyw góry Malý Máj należy do jednostki określanej jako warstwy vrbneńskie i zbudowany jest ze skał metamorficznych: głównie fyllitów z grafitem (biotytów, muskowitów, chlorytów), gnejsów, łupków łyszczykowych, łupków zieleńcowych i porfiroidów, skał osadowych: głównie kwarcytów (kalcytów) i meta-zlepieńców oraz skał magmowych: głównie meta-diabazów i metatufów. Kształt góry oraz obecność diabazów i metatufów sugerują jej wulkaniczne pochodzenie.

### Wody
Grzbiet główny (grzebień) góry Pradziad, biegnący od przełęczy Skřítek do przełęczy Červenohorské sedlo oraz dalej do przełęczy Ramzovskiej (cz. Ramzovské sedlo) jest częścią granicy Wielkiego Europejskiego Działu Wodnego, dzielącej zlewiska Morza Bałtyckiego i Morza Czarnego . 
Szczyt wraz ze stokami położony jest na południowy wschód od tej granicy, należy więc do zlewni Morza Bałtyckiego, do którego płyną wody m.in. z dorzecza Odry, będącej przedłużeniem płynących z tej części Wysokiego Jesionika rzek (Moravice) i górskich potoków (m.in. płynących w pobliżu góry potoków o nazwach Kotelný potok czy Volárka). U podnóża stoku południowo-wschodniego, przy osadzie Karlov pod Pradědem znajduje się niewielki, owalny staw o długości około 55 m. Z uwagi na stosunkowo łagodne nachylenia stoków, w obrębie góry nie występują m.in. wodospady czy kaskady.

## Ochrona przyrody
Cała góra znajduje się w obrębie wydzielonego obszaru objętego ochroną o nazwie Obszar Chronionego Krajobrazu Jesioniki (cz. Chráněná krajinná oblast (CHKO) Jeseníky), a utworzonego w celu ochrony utworów skalnych, ziemnych i roślinnych oraz rzadkich gatunków zwierząt. Na stokach nie utworzono żadnych rezerwatów przyrody lub innych obiektów nazwanych pomnikami przyrody. Ponadto na obszarze góry nie wytyczono żadnych ścieżek dydaktycznych.

## Turystyka

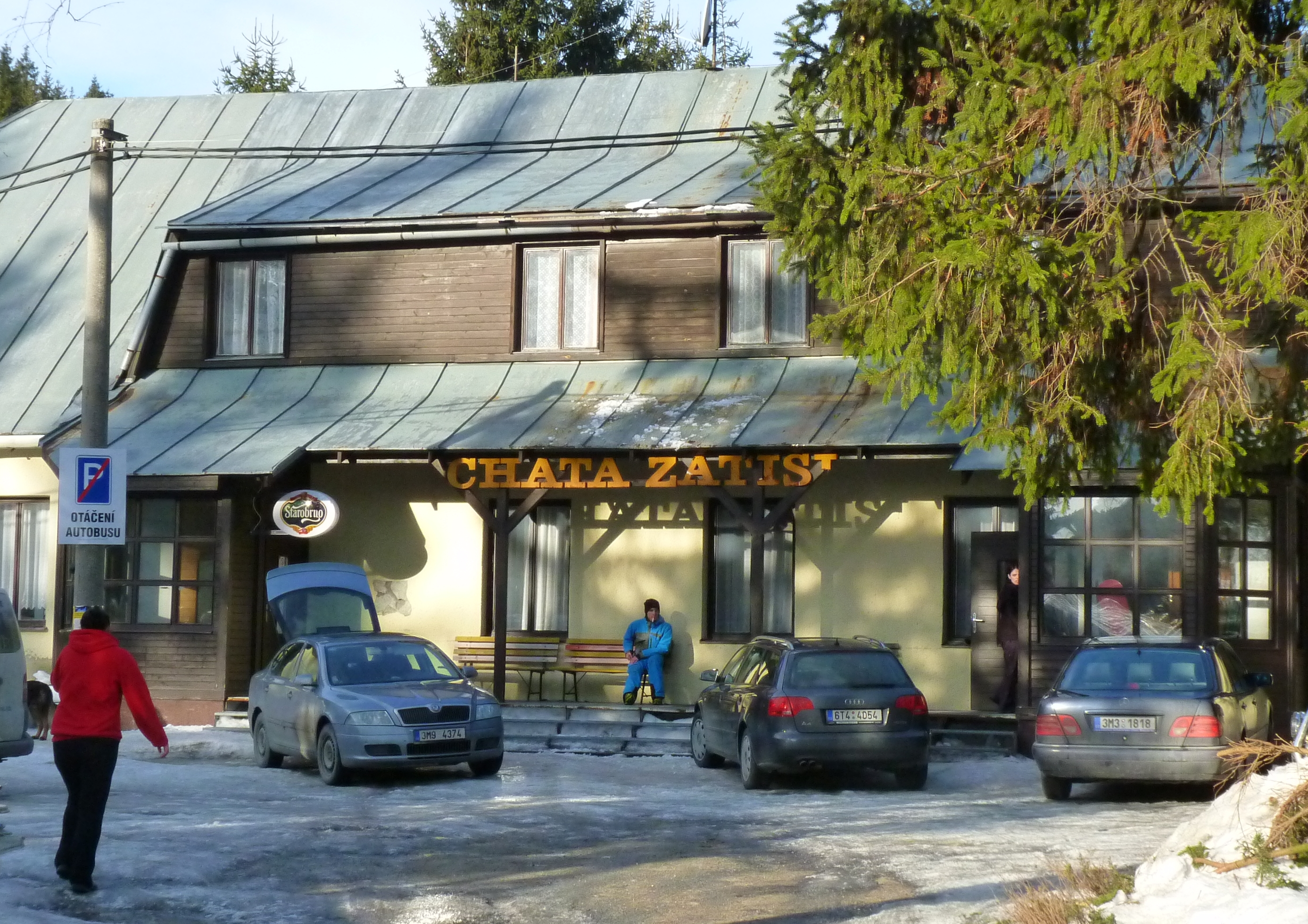
Chata Zátiší (2013 rok)

Do najbliższej miejscowości Malá Morávka z bazą turystyczną hoteli i pensjonatów jest od szczytu około 4 km w kierunku południowo-wschodnim oraz do części tej miejscowości, osady Karlov pod Pradědem około 1,5 km od szczytu w kierunku południowo-wschodnim ze znajdującymi się u podnóża stoku południowo-wschodniego następującymi pensjonatami: Chata Zátiší, Chata Slunce, Kovárna Karlov i Rekreace na MENDELU. Ponadto do miejscowości uzdrowiskowej Karlova Studánka z bazą hoteli i pensjonatów jest od szczytu około 5 km w kierunku północno-wschodnim oraz do bazy turystycznej wokół góry Pradziad jest od szczytu około 4 km w kierunku północno-zachodnim, gdzie położone są następujące hotele górskie i schroniska turystyczne:
- na wieży Pradziad: hotel Praděd oraz na stoku góry Pradziad hotele górskie: Kurzovní chata i schronisko Barborka
- na stoku góry Petrovy kameny hotele górskie: Ovčárna i Figura oraz schronisko Sabinka

### Szlaki turystyczne i rowerowe oraz trasy narciarskie
Klub Czeskich Turystów (cz. Klub Českých Turistů) u podnóża stoku południowo-wschodniego wytyczył jeden szlak turystyczny na trasie:
 Malá Morávka – Karlov pod Pradědem – góra Klobouk – przełęcz Mravencovka – Jelenec – góra Jelenka – przełęcz Mravenčí sedlo – góra Ostružná – Kamenec (2) – Žďárský Potok – góra Výhledy – góra Kamenná hora – Bedřichov
Ponadto u podnóża stoku południowo-wschodniego i południowego poprowadzono jeden szlak rowerowy na trasie:
 Rýmařov – Stará Ves – dolina potoku Podolský potok – dolina potoku Stříbrný potok – góra Štěrkovec – góra Soukenná – przełęcz Mravencovka – dolina potoku Kotelný potok – Karlov pod Pradědem – Malá Morávka
W obrębie góry Malý Máj nie wyznaczono żadnej trasy narciarstwa zjazdowego. W okresach ośnieżenia można skorzystać z wytyczonych m.in. wzdłuż szlaku rowerowego oraz innych ścieżek tras narciarstwa biegowego. 
 Malá Morávka – góra Kopřivná – Kámen svobody–JV – Karlov pod Pradědem – góra Klobouk – przełęcz Mravencovka – góra V javořinách – góra Solný vrch – Malá Morávka